# Riihimäki (Verwaltungsgemeinschaft)

Lage der Verwaltungsgemeinschaft Riihimäki in Finnland

Die Verwaltungsgemeinschaft Riihimäki (finnisch Riihimäen seutukunta) ist eine von drei Verwaltungsgemeinschaften (seutukunta) der finnischen Landschaft Kanta-Häme. Zu ihr gehören die folgenden drei Städte und Gemeinden:
- Hausjärvi
- Loppi
- Riihimäki